# Zaplethocornia baikal
Zaplethocornia baikal är en stekelart som beskrevs av Dmitriy R. Kasparyan 2007. Zaplethocornia baikal ingår i släktet Zaplethocornia och familjen brokparasitsteklar. Inga underarter finns listade i Catalogue of Life.